# Surinaams olympisch voetbalelftal (mannen)
Het Surinaams olympisch voetbalelftal is de voetbalploeg die Suriname vertegenwoordigt op de Pan-Amerikaanse Spelen en de Noord- en Midden-Amerikaanse en Caraïbische kwalificatie voor de Olympische Spelen.

## 1960-1988: Surinaams elftal
In 1960 nam het Surinaams elftal voor het eerst deel aan de kwalificatie, net als de volgende edities zonder succes. In 1968 werd Suriname tijdens de kwalificatie gediskwalificeerd omdat Siegfried Haltman volgens de FIFA enkele wedstrijden als beroepsvoetballer bij een Braziliaanse club zou hebben gespeeld.

## Sinds 1992: Surinaams elftal onder 23
Sinds de kwalificatie voor de Olympische Spelen 1992 geldt voor mannen dat ze maximaal 23 jaar mogen zijn (met 1 januari van het olympisch jaar als peildatum). Nog geen enkele keer werd de eindronde van de CONCACAF-kwalificatie gehaald.

## Andere toernooien
Het Surinaams olympisch elftal vertegenwoordigt Suriname ook op de Pan-Amerikaanse Spelen en Centraal-Amerikaanse en Caraïbische Spelen, tot op heden zonder noemenswaardig succes. Wel werd in 2007 de PARBO Bier Cup gewonnen, een vriendschappelijk toernooi in eigen land.